# グルコセレブロシド

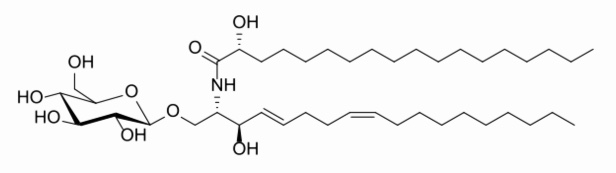

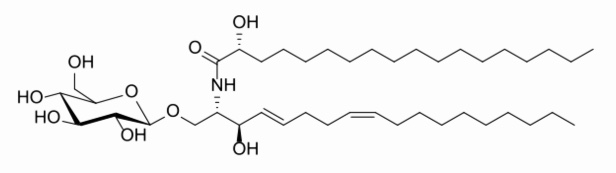
グルコシルセラミド

グルコセレブロシド (glucocerebroside, glucosylceramide）とはセレブロシドの一種で、セラミドにグルコースが結合した配糖体である。
グルコセレブロシダーゼはグルコセレブロシドからグルコースを切り離す酵素である。ゴーシェ病患者ではグルコセレブロシダーゼの欠落のため、神経や臓器や骨などの組織内で蓄積が認められる。
セラミドは、ヒトの皮膚の表皮層の表面を形成する角質層の主成分である。セラミドはコレステロールや飽和脂肪酸とともに、水を通さず乾燥による過度の水分喪失を防ぐほか、微生物の侵入を防ぐバリア機能を形成する。